# Fruela van Cantabrië
Fruela van Cantabrië (overleden rond 758) was een Asturische prins uit het huis Asturië-León.

## Levensloop
Fruela was de tweede zoon van hertog Peter van Cantabrië en een broer van koning Alfons I van Asturië.
Volgens de Kroniek van Alfons III begeleidde hij zijn broer Alfons I bij aanvallen tegen de Moren en slaagde hij erin om verschillende steden te heroveren, waaronder Lugo, Tui, Oporto, Braga, Viseu, Chaves en Ledesma.
Fruela, die rond 758 overleed, en zijn onbekend gebleven echtgenote hadden drie kinderen: twee zonen, Bermudo en Aurelius, en een dochter wier naam niet is overgeleverd. De dochter huwde met ene Lope, een edelman afkomstig uit Álava, en was de moeder van Munia, echtgenote van koning Fruela I van Asturië.